# شهرستان براکن (کنتاکی)
شهرستان براکن، کنتاکی (به انگلیسی: Bracken County, Kentucky) یک سکونتگاه مسکونی در ایالات متحده آمریکا است که در کنتاکی واقع شده‌است.

## خصوصیات
شهرستان براکن ۵۴۱٫۳۱ کیلومترمربع مساحت دارد.